# Янган-Тау
Геокурорт «Янган-Тау» (санаторий) — низкогорный, многопрофильный бальнеологический курорт в Салаватском районе Республики Башкортостан, в 200 километрах от Уфы и в 45 км от железнодорожной станции Кропачёво.
Расположен на горе Янгантау, подножье которой омывает река Юрюзань.

## История
Природные геотермальные явления уникальной горы Янгантау (от баш. «Янғантау» — «сгоревшая гора») впервые описаны в дневнике Петером Симоном Палласом 26 мая 1770 года:

Из открытых трещин (расселин) поднимается беспрестанно тонкий, против солнца дрожащий жаркий пар, к которому рукой прикоснуться невозможно, брошенная же туда кора или сухие щепки в одну минуту пламенем загорались, в плохую погоду и в тёмные ночи кажется он тонким красным пламенем или огненным шаром в несколько аршин вышиной…
— Путешествие по разным провинциям Российской империи. П.С.Паллас
В 1907 году впервые были опубликованы четыре указания по лечебному применению паров и газов. Но местные жители с давних времён использовали их целебные свойства — выкапывали в земле углубление и исходящим из недр горы теплом лечили болезни костей и суставов.
2 апреля 1937 года здесь была открыта опытная бальнеолечебница на 20 коек, а в 1944 году создан санаторий на 25 коек для лечения больных с заболеваниями опорно-двигательного аппарата, периферической нервной системы и кровеносных сосудов, желудочно-кишечного тракта, почек и мочевых путей нетуберкулезной этиологии. С 1957 года санаторий работает круглогодично.
Курорт «Янган-Тау» неоднократно признавался лучшей здравницей СССР и России.
В 1973 году, при содействии Башкирского филиала Академии наук СССР, был снят первый документальный фильм о курорте «Янган-Тау». Автор — Рашит Акбашев, оператор и режиссёр — Азат Иманаев. В 1987, 1997 и 2012 годах кинорежиссёром Ренатом Нуруллиным были сняты научно- популярный (для Центрального телевидения Гостелерадио СССР) и два документальных фильма о курорте «Янган-Тау» (авторы: Акбашев, Рашит Шагабутдинович, Хурамшин, Иштимер Шагалеевич и Нуруллин, Ренат Хаматович).
В 2014 году санаторий «Янган-Тау» получил Премию Правительства Российской Федерации в области менеджмента и качества оказания услуг.

## Современность
Курорт «Янган-Тау» включает в себя: сеиь корпусов на основной территории, а также оздоровительный, туристический, конноспортивный и гостинично-сервисный комплексы; лечебно-диагностический комплекс; лечебно-оздоровительный комплекс; музей; паровоздушную и суховоздушную лечебницы.

## Создание геопарка ЮНЕСКО
Курорт включён в территорию геопарка «Янган-Тау», созданного в 2017 году при поддержке правительства Республики Башкортостан, администрации Салаватского района и руководства санатория «Янган-Тау».
1 сентября 2019 года геопарк «Янган-Тау» первым в России и на всём постсоветском пространстве был включён в глобальную сеть геопарков ЮНЕСКО.